# Tai Lo Shan
Tai Lo Shan (kinesiska: 大老山) är ett berg i Hongkong (Kina). Det ligger i den norra delen av Hongkong. Toppen på Tai Lo Shan är 583 meter över havet, eller 85 meter över den omgivande terrängen. Bredden vid basen är 1,1 km.
Terrängen runt Tai Lo Shan är huvudsakligen kuperad, men åt sydväst är den platt.  Centrala Hongkong ligger 10,1 km sydväst om Tai Lo Shan. I omgivningarna runt Tai Lo Shan växer i huvudsak städsegrön lövskog.